# Dactylospongia
Dactylospongia is een geslacht van sponsdieren uit de klasse van de Demospongiae (gewone sponzen).

## Soorten
- Dactylospongia elegans (Thiele, 1899)
- Dactylospongia metachromia (de Laubenfels, 1954)